# Parahypsitylus
Parahypsitylus is een geslacht van wantsen uit de familie van de Miridae (blindwantsen). Het geslacht werd voor het eerst wetenschappelijk beschreven door Wagner in 1957.

## Soorten
Het genus is monotypisch en bevat alleen de volgende soort:

- Parahypsitylus nevadensis Wagner, 1957